# Nederlands landskampioenschap voetbal 1904/1905
Sedmnáctý ročník Nederlands landskampioenschap voetbal 1904/1905 (česky: Nizozemské fotbalové mistrovství) se účastnilo nově 18 klubů, které byli rozděleny do ve dvou skupin (Východní a Západní). Vítězové skupin odehrály dva zápasy o titul. Titul získal již posedmé v klubové historii Haagsche VV, který porazil ve finále EFC PW 1885 4:1 a 4:2.